# Morris Fifteen
Der Morris 15/6 (auch Morris 15.9) war ein Mittelklassefahrzeug, das Morris 1934 als Nachfolger des Morris Major 6 herausbrachte.
Der Morris 15/6 hatte einen seitengesteuerten Sechszylinder-Reihenmotor mit 1938 cm³ Hubraum, alle vier Räder waren mit Starrachsen an Halbelliptikfedern aufgehängt. 1937 wurde der Bau der Limousinen eingestellt.
Nachfolger war der Morris Fourteen/Six.